# Pachnoda adelpha
Pachnoda adelpha är en skalbaggsart som beskrevs av Hermann Julius Kolbe 1914. Pachnoda adelpha ingår i släktet Pachnoda och familjen Cetoniidae. Inga underarter finns listade i Catalogue of Life.